# Давыденков, Олег Викторович
Оле́г Ви́кторович Давыде́нков (род. 20 марта 1966, Москва, СССР) — российский богослов, патролог, религиовед и переводчик. Кандидат философских наук (2008), доктор богословия (2005), доктор теологии (2019), доцент (2012). Заведующий кафедрой Восточно-христианской филологии и Восточных Церквей филологического факультета ПСТГУ и профессор кафедры догматического богословия Богословского факультета ПСТГУ. Протоиерей Русской православной церкви, клирик храмов Святителя Николая в Кузнечной слободе и Троицы Живоначальной в Вишняках. Автор около 40 научных работ.

## Биография
В 1988 году окончил Московский автомобильно-дорожный институт по специальности «гидропневмоавтоматика и гидропривод».
С 1993 года — старший преподаватель кафедры библеистики ПСТБИ.
10 декабря 1994 года рукоположён во диакона. 18 января 1996 года рукоположён во священника.
В 1997 году окончил Санкт-Петербургскую духовную академию, защитив диссертацию кандидата богословия по теме «Традиционная христология „нехалкидонитов“ с точки зрения свв. отцов и Вселенских Соборов Православной Церкви».
С 1998 года член диссертационного совета ПСТБИ и старший преподаватель кафедры догматического богословия богословско-пастырского факультета ПСТБИ.
С 2000 года — доцент кафедры восточно-христианской филологии и Восточных Церквей.
С 2000 года — член научно-редакционного совета по изданию Православной энциклопедии.
В 2004 году окончил ПСТБИ по специальности «теология»
В 2005 году в ПСТГУ защитил диссертацию доктора богословия по теме «Христологическая система Севира Антиохийского (догматический анализ)».
С 2006 года — заведующий кафедрой Восточно-христианской филологии и Восточных Церквей Филологического факультета ПСТГУ и профессор кафедры Догматического богословия Богословского факультета ПСТГУ.
По словам ректора ПСТГУ протоиерея Владимира Воробьева «когда встал вопрос о том, как получить, хотя бы кандидатскую ВАКовскую степень, то оказалось, что сделать это негде. С большим трудом согласились принять диссертацию в РАГС, Академии госслужбы на кафедре религиоведения. Диссертант принес туда свою работу — ему сказали: не можете ли вы как-то адаптировать это к нашей религиоведческой тематике? В течение года его заставляли уродовать свою работу для того, чтобы она была понятна религиоведам. Иначе они просто ее не понимали». 23 октября 2008 года в Российской академии государственной службы при Президенте РФ (диссертационный совет Д 502.006.11) под научным руководством доктора философских наук, профессора Ф. Г. Овсиенко защитил диссертацию на соискание учёной степени кандидата философских наук по теме «Философско-догматическая система Севира Антиохийского и её место в истории византийской философско-теологической мысли». Специальность 09.00.13 — религиоведение, философская антропология, философия культуры. Официальные оппоненты — доктор философских наук, профессор МГИМО-Университет М. В. Силантьева и кандидат философских наук, старший научный сотрудник Института философии РАН А. Р. Фокин. Ведущая организация — Московский государственный университет имени М. В. Ломоносова.
В 2012 году присвоено учёное звание доцента.
С 2013 года — член диссертационного совета Общецерковной аспирантуры и докторантуры.
21 мая 2019 года в Объединённом диссертационном совете по теологии Д 999.213.04 Общецерковной аспирантуры и докторантуры защитил первую в современной России диссертацию на соискание учёной степени доктора теологии по теме «Христологическая система умеренного монофизитства и ее место в истории византийской богословской мысли» (специальность 26.00.01 — теология). Официальные оппоненты — доктор исторических наук, доцент, заведующий отделом Ближнего и Среднего Востока, главный научный сотрудник Института восточных рукописей РАН С. А. Французов, доктор филологических наук, доцент кафедры мировой литературы и культуры Пермского государственного национального исследовательского университета А. Ю. Братухин и доктор философских наук, профессор и заведующий кафедрой общих гуманитарных дисциплин Уральской государственной консерватории имени М. П. Мусоргского Д. И. Макаров. Ведущая организация — Школа востоковедения Национального исследовательского университета «Высшая школа экономики» (кандидат исторических наук, доцент А. В. Муравьёв). Положительные отзывы на автореферат диссертации представили доктор исторических наук, профессор Института стран Азии и Африки МГУ имени М. В. Ломоносова Д. В. Деопик, кандидат философских наук, старший научный сотрудник сектора истории западной философии Института философии РАН, С. В. Месяц, декан исторического факультета ПСТГУ, кандидат исторических наук, профессор священник А. В. Постернак и доктор философских наук, профессор Ю. А. Шичалин.
12 апреля 2023 года в Храме Христа Спасителя Патриархом Московским и всея Руси Кириллом удостоен права служения Божественной Литургии с отверстыми Царскими вратами «до Херувимской песни».

## Награды
- медаль св. благоверного князя Даниила Московского (2006)
- медаль свт. Иннокентия Иркутского (2009)

## Публикации
- Философско-догматическая система Севира Антиохийского и её место в истории византийской философско-теологической мысли / автореферат дис. ... канд. филос. наук : 09.00.13. — М.: Рос. акад. гос. службы при Президенте РФ, 2008. — 31 с.
- Христологическая система умеренного монофизитства и ее место в истории византийской богословской мысли / автореф. дис. ... д-ра теологии: 09.00.13. — М.: Общецерковная аспирантура и докторантура, 2019. — 56 с.
- Христологическая система умеренного монофизитства и ее место в истории византийской богословской мысли / дис. ... д-ра теологии: 09.00.13. — М.: Общецерковная аспирантура и докторантура, 2018. — 525 с.

- Традиционная христология нехалкидонитов с точки зрения Святых Отцов и Вселенских Соборов Православной Церкви. — М.: Православ. Свято-Тихонов. богослов. ин-т, 1998. — 207 с. — ISBN 5-7429-0064-3.
- Иванов П. М., свящ., Давыденков О. В., свящ., Каламов С. Х. Христианство и религии мира: Учебное пособие. — М.: Про-Пресс, 2000. — 224 с.
- Катехизис: Введение в догматическое богословие. Курс лекций. — Изд-во ПСТГУ, 2000.
- Велия благочестия тайна : Бог явися во плоти. — М.: Изд-во Православ. Свято-Тихон. богосл. ин-та, 2002. — 180 с. — ISBN 5-7429-0009-0.
- Догматическое богословие. — М.: Православный Свято-Тихоновский гуманитарный университет, 2005. — 415 с. — ISBN 5-7429-0202-6.
  - Догматическое богословие. — М.: Изд-во ПСТГУ, 2007. — 415 с.
  - Догматическое богословие: учебное пособие. — М.: Изд-во ПСТГУ, 2013. — 622 с. — ISBN 5-7429-0768-8.
  - Догматическое богословие: учебное пособие. — М.: Изд-во ПСТГУ, 2014. — 622 с. — ISBN 5-7429-0768-8.
  - Догматическое богословие: учебное пособие. — М.: Изд-во ПСТГУ, 2015. — 622 с. — ISBN 978-5-7429-1001-5.
  - Догматическое богословие: учебное пособие. — М.: Изд-во ПСТГУ, 2016. — 622 с. — ISBN 978-5-7429-1023-7.
  - Догматическое богословие: учебное пособие. — М.: Изд-во ПСТГУ, 2017. — 622 с. — ISBN 978-5-7429-1128-9.
  - Догматическое богословие. Учебное пособие. — М.: Изд-во ПСТГУ, 2019. — 624 с. — ISBN 978-5-7429-1194-4.
  - Догматическое богословие. Учебное пособие. — М.: Изд-во ПСТГУ, 2020. — 790 с. — ISBN 978-5-7429-1238-5.
- Христологическая система Севира Антиохийского: Догматический анализ. — М.: Изд-во ПСТГУ, 2007. — 328 с. — ISBN 978-5-7429-0257-7.
- Эфиопский язык: Учебное пособие. Ч. 1. — М.: Изд-во ПСТГУ, 2010.
- Эфиопский язык: Учебное пособие. Ч. 2. — М.: Изд-во ПСТГУ, 2014.
- Катихизис: Введение в догматическое богословие. — Москва : Православный Свято-Тихоновский гуманитарный университет, 2019. — ISBN 978-5-7429-1193-7
  - Катихизис. Введение в догматическое богословие : курс лекций. — Москва : Православный Свято-Тихоновский гуманитарный университет, 2022. — ISBN 978-5-7429-1445-7
- Богословие Феодора Абу Курры, епископа Харранского. — М.: Изд-во ПСТГУ, 2020. — 304 с. — (Литерат. наследие и история Христианского Востока). — ISBN 978-5-7429-1256-9.
- Арабские сочинения Феодора Абу Курры, епископа Харранского. — М.: Изд-во ПСТГУ, 2020. — 336 с. — (Литерат. наследие и история Христианского Востока). — ISBN 978-5-7429-1255-2.
- Христологическая система умеренного монофизитства и ее место в истории византийской богословской мысли. — М.: Изд-во ПСТГУ, 2020. — 560 с. — ISBN 978-5-7429-1349-8.
- Богословская терминология : Основные понятия : Учебное пособие. — Москва : Изд-во ПСТГУ, 2023. — 264 с. — ISBN 978-5-7429-1483-9 (соавторы: прот. Николай Емельянов и С. А. Чурсанов)

- Абд аль-Масих аль-Хабаши // Православная энциклопедия. — М., 2000. — Т. I : А — Алексий Студит. — С. 38. — 40 000 экз. — ISBN 5-89572-006-4.
- Абдаллах ибн ат-Таййиб аль-Ираки // Православная энциклопедия. — М., 2000. — Т. I : А — Алексий Студит. — С. 39-40. — 40 000 экз. — ISBN 5-89572-006-4.
- Авдишо бар Бахриз // Православная энциклопедия. — М., 2000. — Т. I : А — Алексий Студит. — С. 121. — 40 000 экз. — ISBN 5-89572-006-4.
- Агноиты // Православная энциклопедия. — М., 2000. — Т. I : А — Алексий Студит. — С. 263. — 40 000 экз. — ISBN 5-89572-006-4.
- Акакий Селевкийский // Православная энциклопедия. — М., 2000. — Т. I : А — Алексий Студит. — С. 367–368. — 40 000 экз. — ISBN 5-89572-006-4.
- Акефалы // Православная энциклопедия. — М., 2000. — Т. I : А — Алексий Студит. — С. 390. — 40 000 экз. — ISBN 5-89572-006-4.
- Актиститы // Православная энциклопедия. — М., 2000. — Т. I : А — Алексий Студит. — С. 428. — 40 000 экз. — ISBN 5-89572-006-4.
- Аммар аль-Басри // Православная энциклопедия. — М., 2001. — Т. II : Алексий, человек Божий — Анфим Анхиальский. — С. 170-171. — 40 000 экз. — ISBN 5-89572-007-2.
- Анании святого монастырь // Православная энциклопедия. — М., 2001. — Т. II : Алексий, человек Божий — Анфим Анхиальский. — С. 219. — 40 000 экз. — ISBN 5-89572-007-2.
- Аннурианский раскол // Православная энциклопедия. — М., 2001. — Т. II : Алексий, человек Божий — Анфим Анхиальский. — С. 469. — 40 000 экз. — ISBN 5-89572-007-2.
- Афтартодокетизм // Православная энциклопедия. — М., 2002. — Т. IV : Афанасий — Бессмертие. — С. 193-194. — 39 000 экз. — ISBN 5-89572-009-9.
- Барсум эль-Эриан // Православная энциклопедия. — М., 2002. — Т. IV : Афанасий — Бессмертие. — С. 361. — 39 000 экз. — ISBN 5-89572-009-9.
- Богомужное действие // Православная энциклопедия. — М., 2002. — Т. V : Бессонов — Бонвеч. — С. 473-475. — 39 000 экз. — ISBN 5-89572-010-2.
- Булус аль-Буши // Православная энциклопедия. — М., 2003. — Т. VI : Бондаренко — Варфоломей Эдесский[англ.]. — С. 366. — 39 000 экз. — ISBN 5-89572-010-2. (в соавторстве с А. А. Войтенко)
- Коптская Церковь. Богословие // Православная энциклопедия. — М., 2015. — Т. XXXVII : Константин — Корин. — С. 558–559. — 33 000 экз. — ISBN 978-5-89572-045-5.
- Павел Антиохийский // Православная энциклопедия. — М., 2019. — Т. LIII : Онуфрий — Павел. — 39 000 экз. — ISBN 978-5-8957-2060-8.

- К вопросу о восприятии церковного управления модернистскими течениями // Единство церкви: Богословская конференция 15-16 ноября 1994 г. — М.: Изд-во ПСТБИ, 1996. — C. 167—177.
- Христология Севира Антиохийского // Материалы ежегодной богословской конференции ПСТБИ. — М.: Изд-во ПСТБИ, 1996. — С. 197—206.
- Communicatio idiomatum как важнейшая часть православного учения о Лице Искупителя // Материалы ежегодной богословской конференции ПСТБИ. — М.: Изд-во ПСТБИ, 1997. — С. 7-15.
- Понятия «силы» и «энергии» в святоотеческом богословии // Материалы ежегодной богословской конференции ПСТБИ. — М.: Изд-во ПСТБИ, 1998. — С. 5-16.
- Афтартодокетизм: христология и антропология // Материалы ежегодной богословской конференции ПСТБИ. — М.: Изд-во ПСТБИ, 1999. — С. 7-17.
- Из истории сирийского монофизитства: Исторические предпосылки распространения монофизитства в Сирии // Богословский сборник. — 1999. — № 3. — С. 24-41.
- Из истории сирийского монофизитства: Исторические предпосылки распространения монофизитства в Сирии // Богословский сборник. — 1999. — № 4. — С. 20-29.
- Некоторые черты христологии священника Георгия Кочеткова // «Суд им давно готов. О вероучении священника Георгия Кочеткова». — М: ПСТБИ, 2000. — С. 35-42.
- Православны ли «православные» эфиопы? // Православное богословие на пороге третьего тысячелетия: Материалы Международной конференции. — М.: Изд-во ПСТБИ, 2000. — С. 374—396.
- Учение Юлиана Галикарнасского и традиция Древней Церкви // Материалы ежегодной богословской конференции ПСТБИ. — М.: Изд-во ПСТБИ, 2001. — С. 7-13.
- Севир Антиохийский // Богословский сборник. — № 7. — М.: ПСТБИ, 2001. — С. 82-93.
- Спор о границах богопознания в ХΙV веке // Богословский сборник. — № 8. — М.: ПСТБИ, 2001. — С. 37-56.
- Давыденков О. В. Религиозная политика при Юстине I (518-527) и в первый период единоличного царствования Юстиниана I (527-540). Рост монофизитства в Константинополе // Вестник ПСТГУ. Предыстория. Богословский сборник. — 2002. — Вып. 9. — С. 59—72.
- Юлиан Галикарнасский // Богословский сборник. — № 9. — М.: ПСТБИ, 2002. — С. 47-50.
- Учение Севира Антиохийского о «единой сложной природе» и христология святителя Кирилла Александрийского // Богословский сборник. — № 10. — М.: ПСТБИ, 2002. — С. 76-87.
- Уточнение значения формулы ἐν θεωρίᾳ у святителя Кирилла Александрийского // Материалы ежегодной богословской конференции ПСТБИ. — М.: ПСТБИ, 2002. — С. 9-11.
- Христологические споры в Египте VI века // Культурное наследие Египта и Христианский Восток (материалы международных научных конференций). Вып. 1. — М., 2002.
- К вопросу о методе исследования христологии святителя Кирилла Александрийского // Материалы ежегодной богословской конференции ПСТБИ. — М.: Изд-во ПСТБИ, 2003. — С. 18-23.
- Возникновение параллельной монофизитской иерархии // Богословский сборник. — № 11. — М.: ПСТБИ, 2003. — С. 34-38.
- The Russian Orthodox Church and the non-Chalcedonian Oriental Churches // St. Isaak News. — 2004. — № 1. — Р. 10-13.
- Некоторые проблемы дальнейшего исследования богословия нехалкидонитов // Церковь и время. — 2005. — № 3. — С. 152—173.
- Некоторые особенности сотериологического учения свт. Кирилла Александрийского // Материалы ежегодной богословской конференции ПСТБИ. — М.: Изд-во ПСТБИ, 2005. — С. 17-22.
- Severus´ Objection to the Chalcedonian Tradition: the Causes of Misunderstanding // Proceedings of the 21st International Congress of Byzantine Studies. Aldershot, 2006. Vol. 3. — P. 227. (theses)
- Библейско-патристические истоки христианского персонализма (философско-антропологический аспект христологических споров VI в.) // Развитие личности. — 2007. — № 3. — С. 88-107.
- Светская и церковная политика: возможные точки пересечения (общественно-политический аспект диалога между Православной Церковью и Древними Восточными Церквами) // Власть. — 2008. — № 7. — С. 63-66.
- Философия и теология в системе византийского мышления эпохи Вселенских Соборов // Вестник ПСТГУ. Серия I: «Богословие. Философия». Вып. 1 (21). — 2008. — С. 7-16.
- «Воипостасная сущность» в богословии Иоанна Грамматика // Вестник ПСТГУ. Серия I: «Богословие. Философия». Вып. 2 (22). — 2008. — С. 7-13.
- Philosophical Aspect of Christological Studies of Severus of Antioch // Col.: History of Early Christianism and Near East. M., 2008.
- Концепции «сложная ипостась» и «сложная природа» в контексте христианских споров VI в. // Вестник ПСТГУ. Серия I: «Богословие. Философия». Вып. 1 (25). — 2009. — С. 7-21.
- Булус ар-Рахиб и его творения // Вестник ПСТГУ. Серия I: «Богословие. Философия». Вып. 4 (32). —2010. С 7-19.
- Понятийно-терминологическая система богословия Булуса ар-Рахиба // Вестник ПСТГУ. Серия I: «Богословие. Философия». Вып. 4 (36). — 2011. — С. 31-51.
- Некоторые особенности учения о Троице в работах арабохристианских авторов // Вестник ПСТГУ. Серия I: «Богословие. Философия». Вып. 2 (40). — 2011. — С. 20-31.
- Проблема соотношения общего и единичного в христологии умеренного монофизитства VI века: Иоанн Филопон (к вопросу о философской проблематике христологических дискуссий эпохи Вселенских Соборов) // Вестник ОГУ. Серия: «Новые гуманитарные исследования». — № 2 (22). — 2012. — С. 212—216.
- Вопрос о тождестве Ипостаси Христа Ипостаси предвечного Логоса в православной христологии VI—IX вв. // Вестник ПСТГУ. Серия I: «Богословие. Философия». Вып. 4 (42). — 2012. — С. 22-35.
- К вопросу о философской проблематике христологических дискуссий VI века: умеренное монофизитство // Учёные записки ОГУ. — № 4. — 2012. — С. 378—383.
- Проблема соотношения общего и единичного в христологии умеренного монофизитства VI века: Севир Антиохийский (к вопросу о философской проблематике христологических дискуссий эпохи Вселенских Соборов) // Учёные записки ОГУ. № 5. — 2012. — С. 136—141.
- Христологические основания православного учения об обожении // Жизнь во Христе. Мат-лы VI Богословской конференции Русской Православной Церкви. — М., 2012. — С. 442—455.
- Концепция «индивидуальная природа» в христологии Леонтия Византийского // Вестник ПСТГУ. Серия I: «Богословие. Философия». Вып. 3 (47). — М., 2013. — С. 7-17.
- Концепция «индивидуальная природа» в диофизитской традиции после Леонтия Византийского // Вестник ПСТГУ. Серия I: «Богословие. Философия». Вып. 3 (53). — 2014. — С. 9-24
- Интеллектуальная аналогия в тринитарном богословии арабохристианских писателей IX—XIII вв. // Вестник Московского Университета. Серия 7: «Философия». 2014. — № 5. — C. 81-102.
- Die Formel «Gottmenschliche Energie» und «Einheitlichen Energie» in der diophysitischen christologischen Tradition von VI—VIII Jahrhunderten // Ostkirchliche Studien. — 2014. — № 1.
- Об источниках некоторых космологических и антропологических идей Сулеймана Газского // Вестник ПСТГУ. Серия I: «Богословие. Философия». 2016. — Вып. 3 (65). — С. 42—54.
- Термин «воипостасное» в христологических дискуссиях первой половины VI века // Вестник русской христианской гуманитарной академии. Т. 17. — Вып. 3. — 2016. — С. 11—24.
- Феодор Абу Курра как полемист с монофизитством // Вестник ПСТГУ. Серия I: «Богословие. Философия. Религиоведение». Вып. 72. — 2017. — С. 28—47.
- Понятие «воипостасное» в дифизитской христологии после Леонтия Византийского // Христианское чтение. 2018. — № 1. — С. 21—33.
- Философские предпосылки богословия Феодора Абу Курры // Идеи и идеалы. 2018. — № 2. — Т. 2. — С. 128—143.
- О некоторых особенностях экклезиологии Феодора Абу Курры // Вестник ПСТГУ. Серия I: Богословие. Философия. Религиоведение. 2018. — Вып. 79. — С. 11—27.

- Бозовитис С. Антихалкидониты: Великое искушение / пер. Давыденков О., свящ. // Богословский сборник. — 1999. — № 3. — С. 42-58.
- Мейендорф И., протопресв. Иисус Христос в восточном православном богословии / пер. свящ. О. Давыденкова, при участии Л. А. Успенской. — М., 2000. — 318 с.
- Iuliani Halicarnassensis Fragmenta dogmatica / пер. Давыденков О., свящ. // Богословский сборник. — 2002. — № 9. — С. 51-58.
- Севир Антиохийский. Против нечестивого Грамматика (Книга ΙΙ. Главы 4, 18, 19 / пер. Давыденков О., свящ. // Давыденков О. В., свящ. Христологическая система Севира Антиохийского: Догматический анализ. — М.: Изд-во ПСТГУ, 2007. — С. 281—294.
- Юлиан Галикарнаский. Догматические фрагменты / пер. Давыденков О., свящ. // Литературные традиции христианского Египта. — М., 2008. — С. 163—177.
- Севир Антиохийский. Против нечестивого Грамматика (Кн. ΙΙ. Гл. 4) / пер. Давыденков О., прот. // Книга еретиков / Сост., предисл., коммент. Д. Бирюкова. — СПб.: Амфора; Изд-во РХГА, 2011. (Александрийская библиотека). — С. 254—258.
- Булус ар-Рахиб. Богословские и философские трактаты / пер. Давыденков О., прот. // Арабы-христиане в истории и литературе Ближнего Востока. — М., 2013. — С. 70-149.
- Афиф ибн аш-шейх аль-Макин аль-Муаммиль. Краткий трактат о христианских толках / пер. Давыденков О., прот. // Вестник ПСТГУ. Серия III: «Филология». Вып. 5 (45). 2015. С. 113—126.

- Рецензия на: Allen P., Hayward C.T.R. Severus of Antioch. L., N. Y.: Routledge, 2004 (The Early Church Fathers; s. n.) 200 p. // Вестник ПСТГУ. Серия I: «Богословие. Философия». Вып. 1 (17). — 2007. — С. 154—164.
- Рецензия на: Mebratu Kiros Gebru. Miaphysite Christology. An Ethiopian Perspective. NJ: Gorgias Press. 2010. XII + 112P // Вестник ПСТГУ. Серия I: «Богословие. Философия». Вып. 1 (33). — 2011. — С. 111—118.
- Рецензия на: Gleede В. The Development of the Term Enupostatos from Origen to John of Damaskus. Brill, 2012. // Вестник ПСТГУ. Серия I: «Богословие. Философия». Вып. 6 (50). — 2013. — С. 112—116.

## Публицистика
- Давыденков О. В., прот. В чем разница между православием и армянским христианством? // Православие и мир, 16.03.2010.

## Интервью
- Ильин, Игорь Копты: путь возвращения к традициям Беседа с протоиереем Олегом Давыденковым // Православие.ру, 18.05.2010
- Прот. Олег Давыденков — о религиозной жизни современной Эфиопии // Седмица.ru? 04.03.2013